# 點帶叉舌鰕虎魚
點帶叉舌鰕虎魚（学名：Glossogobius olivaceus），又名斑紋舌鰕虎魚，为輻鰭魚綱鱸形目鰕虎魚科叉舌鰕虎魚屬的鱼类。其种加词“olivaceus”意为“橄榄绿色的”。

## 分布
本魚分布于印度洋非洲东岸至日本以及中国南海、台湾海峡、东海及上述海区的沿岸河流中等海域，屬于近海暖水性底层鱼类。其多生活于浅海滩涂以及河口咸淡水或淡水中。该物种的模式产地在日本。

## 特徵
本魚體延長，前部呈圓筒形，後半部側扁，尾柄較粗。頭部圓鈍而平扁，背緣線平直，略隆起。吻圓而鈍，眼中大，上側位，位於頭的前半部，眼間隔平坦。口大，下頷較為突出，長於上頷，唇厚，舌的前端游離且分叉，峽部寬大。體被櫛鱗，第一背鰭高，胸鰭寬圓，尾鰭長圓形。體色淡棕色，體背側較厚，體側中部有4-5個大灰黑色斑塊，背側具有3-4個褐色斑，眼後之背區約具有4群小黑斑，排成二行，背鰭及尾鰭具有深褐色點紋，腹鰭基部具2黑色線紋，體長可達17公分。

## 經濟利用
可做為食用魚。